# Philonotis submarchica
Philonotis submarchica är en bladmossart som beskrevs av Bescherelle 1880. Philonotis submarchica ingår i släktet källmossor, och familjen Bartramiaceae. Inga underarter finns listade i Catalogue of Life.